# Daniel Sobrino
Pour les articles homonymes, voir Sobrino.
Daniel Sobrino est un ingénieur du son et mixeur français.

## Biographie
Il suit les cours de l'École nationale supérieure Louis-Lumière de 1992 à 1994,.

## Filmographie partielle
- 1997 : Regarde la mer de François Ozon
- 1998 : Loin du front d'Harold Manning et Vladimir Léon
- 2001 : Change-moi ma vie de Liria Bégéja
- 2002 : Balzac et la Petite Tailleuse chinoise  de Dai Sijie
- 2002 : Cravate Club de Frédéric Jardin
- 2002 : Le Papillon de Philippe Muyl
- 2002 : 11'09"01 - September 11 (Burkina Faso) d'Idrissa Ouedraogo
- 2002 : Un moment de bonheur d'Antoine Santana
- 2003 : Demi-tarif d'Isild Le Besco
- 2004 : Les Choristes de Christophe Barratier
- 2004 : Clean d'Olivier Assayas
- 2005 : Palais royal ! de Valérie Lemercier
- 2005 : Première Séance, court métrage de Louis-Do de Lencquesaing
- 2006 : La Californie de Jacques Fieschi
- 2006 : Les Filles du botaniste de Dai Sijie
- 2006 : Mauvaise Foi de Roschdy Zem
- 2006 : Nouvelle Chance d'Anne Fontaine
- 2007 : Boarding Gate d'Olivier Assayas
- 2007 : Naissance des pieuvres de Céline Sciamma
- 2007 : La Vérité ou presque de Sam Karmann
- 2008 : Faubourg 36 de Christophe Barratier
- 2009 : La Femme invisible d'Agathe Teyssier
- 2009 : Même pas en rêve (court métrage) de Louis-Do De Lencquesaing
- 2010 : Bus Palladium de Christopher Thompson
- 2010 : Carlos d'Olivier Assayas
- 2010 : Dans ton sommeil de Caroline Du Potet et Éric Du Potet
- 2010 : Gainsbourg, vie héroïque de Joann Sfar
- 2010 : Tête de turc de Pascal Elbé
- 2010 : Walk Away Renée! de Jonathan Caouette
- 2011 : La Délicatesse de David Foenkinos et Stéphane Foenkinos
- 2011 : La Nouvelle Guerre des boutons de Christophe Barratier
- 2011 : Pourquoi tu pleures ? de Katia Lewkowicz
- 2011 : Omar m'a tuer de Roschdy Zem
- 2011 : Tomboy de Céline Sciamma
- 2012 : Au galop de Louis-Do de Lencquesaing
- 2013 : 100% cachemire de Valérie Lemercier
- 2013 : Baby Balloon de Stefan Liberski
- 2013 : My Sweet Pepper Land de Hiner Saleem
- 2013 : Rue Mandar d'Idit Cébula
- 2014 : Sils Maria d'Olivier Assayas
- 2015 : Dheepan de Jacques Audiard
- 2015 : Bande de filles de Céline Sciamma
- 2015 : Le Grand Jeu de Nicolas Pariser
- 2016 : L'Outsider de Christophe Barratier
- 2016 : Quand on a 17 ans d'André Téchiné
- 2018 : Amanda de Mikhael Hers
- 2019 : Alice et le Maire de Nicolas Pariser
- 2019 : Portrait de la jeune fille en feu de Céline Sciamma
- 2020 :   Aline de Valérie Lemercier
- 2022 : Casa Susanna de Sébastien Lifshitz
- 2023 : La Vénus d'argent d'Héléna Klotz
- 2024 : Le Dernier Souffle de Costa-Gavras

## Distinctions

### Récompenses
- César du meilleur son
  - en 2005 pour Les Choristes
  - en 2011 pour Gainsbourg, vie héroïque

### Nominations
- César du meilleur son
  - en 2009 pour Faubourg 36
  - en 2015 pour Bande de filles
  - en 2009 pour Dheepan
  - en 2020 pour Portrait de la jeune fille en feu
  - en 2022 pour  Aline